# Peranaster chirophorus
Peranaster chirophorus is een zeester uit de familie Pedicellasteridae.
De wetenschappelijke naam van de soort werd in 1917 gepubliceerd door Walter Kenrick Fisher.